# Perama plantaginea
Perama plantaginea là một loài thực vật có hoa trong họ Thiến thảo. Loài này được (Kunth) Hook.f. mô tả khoa học đầu tiên năm 1873.